# Ellen White (football)
Pour les articles homonymes, voir Ellen White (homonymie) et White.
Ellen Toni White est une ancienne footballeuse internationale anglaise qui a évolué au poste d'attaquante. Née le 9 mai 1989 à Aylesbury, elle est la meilleure buteuse de la sélection anglaise féminine de l'histoire. Elle a remporté le Championnat d'Europe dans son pays en 2022.

## Carrière
Ancienne joueuse internationale, elle fait ses débuts avec l'équipe d'Angleterre en 2010 et devient la meilleure buteuse de l'histoire de son pays avec 52 buts en 113 sélections. 
Elle est notamment connue pour la célébration qu'elle réalise après avoir marqué un but, entourant ses yeux de deux cercles, imitant celle du footballeur Anthony Modeste.
Au cours de ses 17 ans de carrière, elle joue notamment à Arsenal, Chelsea et Manchester City.
En club, elle remporte notamment le championnat à deux reprises avec Arsenal en 2011 et 2012.
En sélection, elle fait partie de l'équipe qui remporte l'Euro 2022 dans son pays. Une première historique pour l'équipe nationale anglaise. Elle annonce prendre sa retraite juste après, en août 2022.

## En dehors des terrains
Elle épouse en 2014 Callum Convery qui travaille alors pour la Nottinghamshire Football Association. Elle donne naissance à une petite fille en avril 2023.

## Palmarès

### En club
- Vainqueur du Championnat d'Angleterre en 2011 et 2012 avec Arsenal
- Vainqueur de la FA Cup en 2011 et 2013 avec Arsenal
- Vainqueur de la FA WSL Continental Cup en 2011, 2012 et 2013 avec Arsenal
- Vainqueur de la FA Women's Premier League Cup en 2010 avec Leeds United
- Vainqueur de la FA Cup 2020 avec Manchester City

### En sélection
- Troisième de la Coupe du monde féminine de football 2015
- Vainqueur de la SheBelieves Cup 2019
- Vainqueur du Tournoi de Chypre en 2013.
- Finaliste de L’Euro 2007 Féminin des moins de 19 ans
- Vainqueur du Championnat d'Europe : 2022

## Distinctions
- Joueuse anglaise de l’année 2011 et 2018
- Joueuse du mois de mars 2018 du championnat d’Angleterre
- Meilleure buteuse Du championnat d’Angleterre de football féminin 2017/2018
- Membre de l'équipe-type du championnat d’Angleterre de football féminin 2017/2018
- But de l’année du championnat d’Angleterre de football féminin 2017/2018
- Soulier de bronze de la Coupe du monde féminine de football 2019
- Meilleure buteuse de l'histoire du championnat d'Angleterre féminin de football (FAWSL)